# Şehzade Ömer
Şehzade Ömer (20 de octubre de 1621 - enero de 1622) fue un príncipe otomano, hijo del sultán Osman II.

## Vida
Durante el camino de regreso a la capital, el sultán Osman recibió la noticia de que tenía un hijo nacido el 20 de octubre de 1621. Ahora, como padre, ya tenía un sucesor y representaba una amenaza para sus otros hermanos. Llamó a la madre a Edirne, donde los dos se encontraron y Osman tuvo la oportunidad de ver a su hijo, Ömer. Para celebrar el momento auspicioso y posiblemente para impresionarla, ordenó que se celebrara una fiesta. Durante las celebraciones, la imitación de escenas de batalla eran una parte del espectáculo. Sin embargo, lo inimaginable sucedió y el bebé murió repentinamente. Algunos historiadores explican este acontecimiento por el shock que el infante sufrió debido al ruido de los cañonazos. Hammer da una razón más llamativa para la muerte de la criatura: "para aumentar su alegría, las fiestas se celebraron y algunas escenas de la guerra polaca fueron escenificadas. El príncipe estaba presente en estos juegos y por el repentino disparo de un arcabuz fue herido y murió."